# Lembar
Lembar is een havenplaats in Indonesië, gelegen op het eiland Lombok en maakt deel uit van het bestuurlijke gebied West-Lombok.  Het dorp telt 13.891 inwoners (volkstelling 2010).
Lembar ligt aan de westkust van Lombok en vanuit de haven van Lembar vertrekken er (veer)boten naar het naastgelegen Bali.